# 西营井经幢
西营井经幢，位于中国河北省邯郸市西营井村，为邯郸市武安市的一个省级文物保护单位，类型为古建筑，公布时间为1993年7月15日。
西营井经幢的历史年代为宋代。